# حصيرة

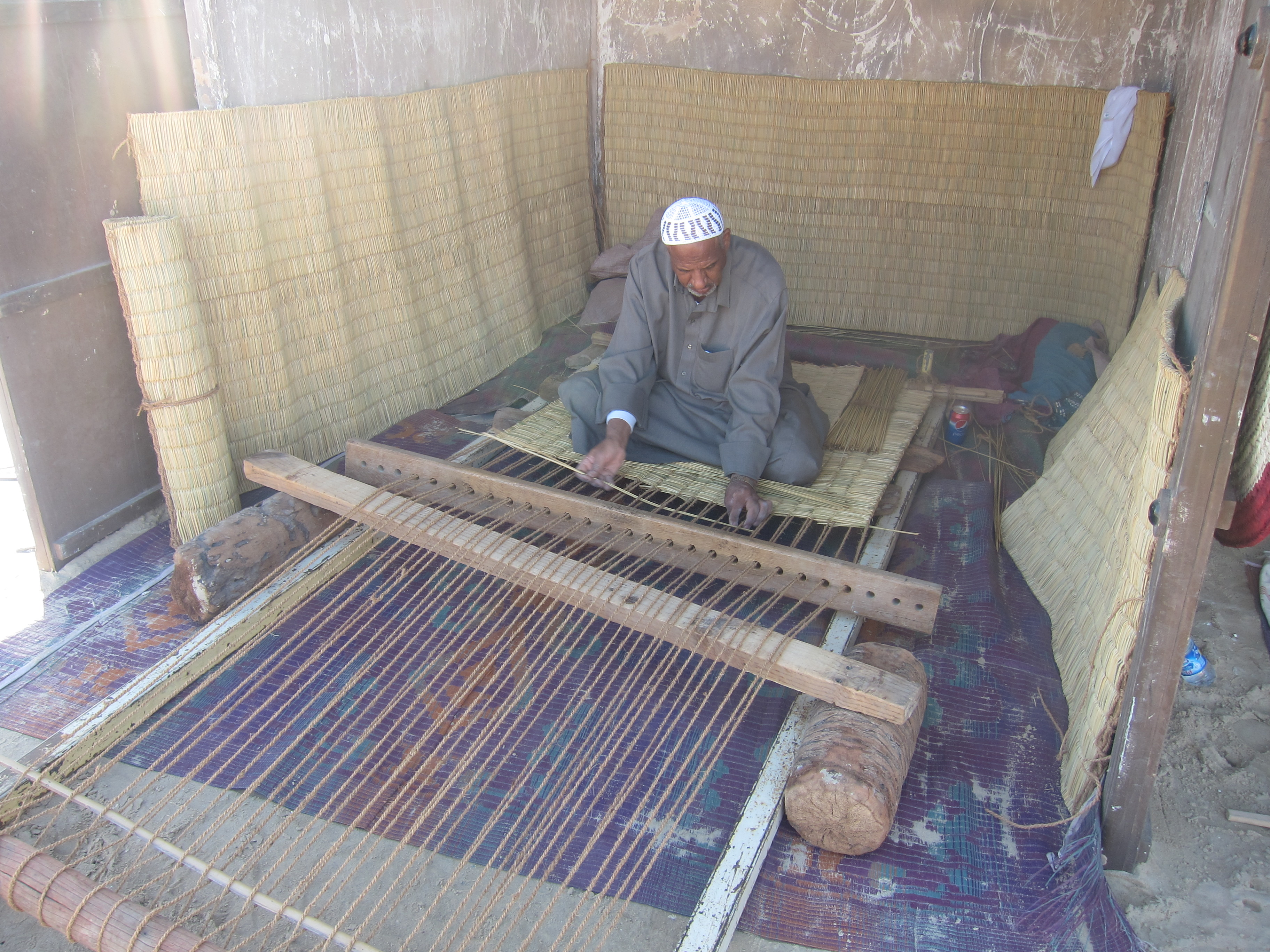
صناعة الحصير

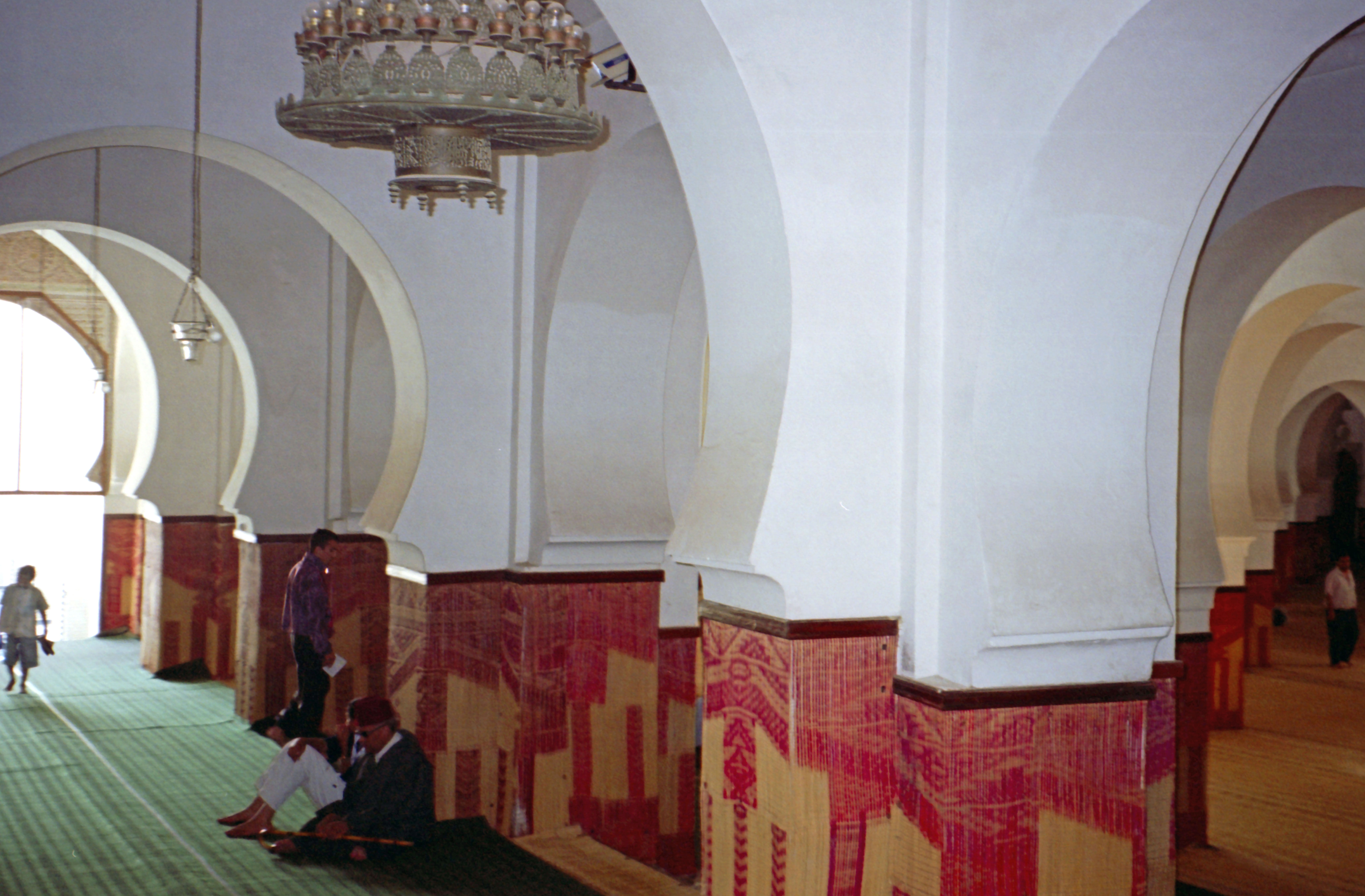
حصيرة على أرضية مسجد مغربي

الحَصيرةُ هي البساطُ الصَّغير المنسُوج من سُوِق البرديّ أَو الباريّ ونحوهما، والجمع حصائر، أو هي بساط صغير منسوج من النبات، أو هي لحمة في جنب الفرس ما بين الكتف إلى الخاصرة، والحصير الصغير هو بساط صغير منسوج من سيقان البردي أو الخوص ونحوهما.
وتستعمل الحصيرة الآن للزينة أحيانًا.